# Дзюбенко Володимир Степанович
Володимир Степанович Дзюбенко (нар. 11 жовтня 1942, смт. Червоноармійськ, нині Пулини, Житомирська область) — український художник.
Закінчив Решетилівське училище килимарства (1963), Харківське художнє училище (1969), Харківський художньо — промисловий інститут (1974). Член Національної Спілки Художників України, член Національної Асоціації Митців, лауреат Всеукраїнської премії ім. Івана Огієнка, учасник багатьох виставок. Має роботи у приватних колекціях в Україні і за кордоном.

## Персональні виставки
- Житомир, 1988;
- Літературний музей, Харків, 1992;
- Житомир, 1997;
- Харківський художній музей, 1998;
- Пархомівський художній музей, 1998;
- Український фонд культури, Київ,1999;
- Музей Корольова, Житомир, 1999;
- Обласна бібліотека, Рівне,1999;
- Музей історії релігії, Львів, 1999;
- Акціонерна компанія «Євро — Україна Консалтинг», Київ, 1997;
- Районна картинна галерея, Червоноармійськ, 2003;
- Літературний музей, Харків, 2003;
- Районна картинна галерея, Червоноармійськ, 2004;
- Житомирський краєзнавчий музей, 2004.

## Учасник виставок
- Пан-Україна, Дніпропетровськ,1995;
- Слобожанський Великдень, Харків,1995;
- Хутір — 2, Хмельницький, 1996;
- Великодня виставка художників Харкова, 1996;
- Сучасне сакральне мистецтво Харківщини, До 5-річчя незалежності України, 1996;
- Слобожанський Великдень, Київ, 1997;
- Районний Будинок культури, Червоноармійськ, 2003;
- Районна картинна галерея, Червоноармійськ, 2004.